# Николай Бинев
Николай Димитров Бинев е български театрален, кино, телевизионен актьор и певец. Роден на 5 юли 1934 г. в Сливен, починал на 8 декември 2003 г. в София.

## Кариера
През 1958 г. завършва ВИТИЗ в класа на професор Кръстьо Мирски. Прочут е с многобройните си кино- и театрални превъплъщения, както и с отдадената си работа за Младежкия театър (от 1959 г.). Дебютира с Андрей от „Всяка есенна вечер“ на Иван Пейчев, като получава първа награда за нея. Сред коронните му роли са Салиери от „Амадеус“ на Питър Шафър и юбиляря от „Лебедова песен“ на Чехов. Режисирал е седем постановки, сред които „Всички мои синове“ от Артър Милър, „Аз чакам знак“ от Гибсън, „Лунните невени“ от Пол Зинел, а на няки от тях е и преводач.
Николай Бинев е канен в трупите на много от българските театри, но остава верен на Младежкия театър и в продължение на целия си сценичен живот играе само на негова сцена (с изключение на месеците на задължително разпределение, когато играе на сцената в Русе – 1958 г.). Участва в редица адаптации и аудио драматизации на детски приказки. През последните години на своята кариера участва в продукциите на чуждестранни режисьори и се снима с популярни чуждестранни актьори като Катрин Деньов (във филма „Изток – запад“). Член на Съюза на българските филмови дейци (1973).

## Памет
На Николай Бинев е наречена улица в квартал „Драгалевци“ в София (Карта).

## Награди и отличия
- Заслужил артист (1972)
- Народен артист (1984)
- Орден „Св. св. Кирил и Методий II степен“ (1971)
- I награда на II национален преглед на българската драма и театър (1959) за ролята на Андрей от „Всяка есенна вечер“
- Награда за най-добра мъжка роля на МФ на тв театри (1971)
- Голямата награда на фестивала Златната роза Варна (1976) за ролята на деликатния във филма Допълнение към закона за защита на държавата
- Наградата на София за ролята на Стубел в пиесата „Атестация“ (1979) на Лозан Стрелков.
- Наградата на София за ролята на академик Урумов в сериала Нощем с белите коне в лицето на сценариста и режисьора.
- Наградата на САБ (1981)
- Наградата на СБФД (Съюза на българските филмови дейци) за мъжка роля на академик Урумов в сериала Нощем с белите коне (1985)
- Наградата на Международната академия за актьорско майсторство в Париж (1993) за актьорско майсторство.
- Аскеер (2): за водеща мъжка роля в спектакъла „Две усмивки на Чехов“ 1995) и за цялостно творчество през 2000 г.
- Златно перо
- Златна муза

## Филмография
| Година      | Филми/ сериали                                                                         | Роля                                                                                |
| ----------- | -------------------------------------------------------------------------------------- | ----------------------------------------------------------------------------------- |
| 2004        | Бягството на невинните (La fuga degli innocenti) (Италия)                              | Абрахам                                                                             |
| 2003        | Ловец на сънища (Alien Hunter) (САЩ/ България)                                         | д-р Алекси Гийрах                                                                   |
| 2002        | Извън контрол (Derailed) (САЩ/ Аруба)                                                  | Винсент                                                                             |
| 2000        | Пансион за кучета                                                                      | Филип Божилов Божилов                                                               |
| 2000        | Разбойници-коледари (6 серии)                                                          | магьосникът                                                                         |
| 1999        | Изток - Запад (Est – Ouest) (Франция/ Испания/ Русия/ Украйна/ България)               | Сергей Василиевич Козлов                                                            |
| 1999        | Мост на дракони (Bridge of Dragons) (САЩ)                                              | доктора                                                                             |
| 1999        | Кървав спорт 4 (Bloodsport: The Dark Kumite) (САЩ)                                     |                                                                                     |
| 1998        | Синбад: Битката срещу мрачното кралство (Sinbad: The Battle of the Dark Knights) (САЩ) | Поп-Поп                                                                             |
| 1997        | Бюро за убийства (Mordbüro) (Франция/Белгия/Канада)                                    |                                                                                     |
| 1997        | Суламит (България/ Франция)                                                            |                                                                                     |
| 1994        | Любовни сънища (България/Италия)                                                       |                                                                                     |
| 1993        | Жребият (7 серии)                                                                      | Фархи, евреин                                                                       |
| 1993        | Фатална нежност                                                                        | Борис Летейски                                                                      |
| 1992        | Вампири, таласъми                                                                      | Шани                                                                                |
| 1990        | Омагьосаният замък                                                                     | магьосникът                                                                         |
| 1990        | Немирната птица любов                                                                  | актьорът                                                                            |
| 1989        | Верни ще останем                                                                       |                                                                                     |
| 1989        | 9 - числото на кобрата (3 серии)                                                       | следователят д-р Дебърски                                                           |
| 1986        | Двойната примка (3 серии)                                                              | следователят д-р Дебърски                                                           |
| 1985        | Денят не си личи по заранта (6-сер. тв)                                                | (в 4 серии: III, IV, V, VI)                                                         |
| 1985        | Константин Философ (2 серии)                                                           | математикът Лъв                                                                     |
| 1984        | Трите златни лъвчета                                                                   | мъдрецът                                                                            |
| 1984        | Нощем с белите коне (6 серии)                                                          | академик Михаил Урумов                                                              |
| 1984        | Поетът и дяволът                                                                       | професорът                                                                          |
| 1983        | Меко казано                                                                            |                                                                                     |
| 1983        | Третото лице                                                                           | професор Пангаров                                                                   |
| 1983        | Константин Философ (6 серии)                                                           | математикът Лъв                                                                     |
| 1982        | Най-тежкият грях                                                                       | Кроткото                                                                            |
| 1982        | Есенно слънце                                                                          | г-н Теодосий, съдържател на хотел „Централ“                                         |
| 1980        | Спилитим и Рашо (20 серии)                                                             | съдията (в 11-а серия)                                                              |
| 1980        | Юмруци в пръстта                                                                       | Каменов                                                                             |
| 1979        | Сами сред вълци (5 серии)                                                              | доктор Ото Делиус, представител на Абвера в България (в 5 серии: I, II, III, IV, V) |
| 1979        | Къщата                                                                                 | Купенков                                                                            |
| 1979        | Бумеранг                                                                               | писателя Борис Кръстев                                                              |
| 1978        | Чуй петела                                                                             | дядо Тоше                                                                           |
| 1978        | Умирай само в краен случай (2 серии)                                                   | наркотрафикантът Дрейк                                                              |
| 1977        | Петимата от РМС (5 серии)                                                              | граф Алексей Петрович Шлагбаумер, руски дворянин (в 1 серия: II)                    |
| 1977        | Нечиста сила (3 серии)                                                                 | дядо Захари                                                                         |
| 1977        | Слънчев удар                                                                           | Лазаров                                                                             |
| 1977        | Звезди в косите, сълзи в очите                                                         | Динко Сяров                                                                         |
| 1976        | Допълнение към Закона за защита на държавата                                           | деликатния                                                                          |
| 1976        | Спомен за близначката                                                                  | разказвачът (не играе във филма)                                                    |
| 1976        | Чичовци (4 серии)                                                                      | хаджи Смион                                                                         |
| 1975        | Незабравимият ден                                                                      |                                                                                     |
| 1974        | Откъде се знаем?                                                                       | буржоа пишещ по къщата                                                              |
| 1967 – 1974 | Произшествие на сляпата улица (6 серии)                                                | архитект Стефан Радев (в III серия: „Самопризнание“ - 1974)                         |
| 1973        | Голямата скука                                                                         | Тодоров                                                                             |
| 1973        | Последната дума                                                                        | следователят                                                                        |
| 1973        | Като песен                                                                             | бащата на Маргарита и Сашко бивш учител                                             |
| 1972        | Обич                                                                                   | управителят                                                                         |
| 1972        | На зазоряване                                                                          | министъра в новелата „Сърце човешко“                                                |
| 1972        | Автостоп                                                                               | писателя                                                                            |
| 1971        | Няма нищо по-хубаво от лошото време                                                    | Бауер                                                                               |
| 1971        | Не се обръщай назад                                                                    | Фелдшера                                                                            |
| 1970        | Сбогом, приятели!                                                                      | директора на гимназията                                                             |
| 1966        | Мъже                                                                                   | физикът Ружицки, научен сътрудник                                                   |
| 1961        | Стръмната пътека                                                                       | тихия                                                                               |

## Театрални роли
- „История на едно покушение“ (1966)
- „Напразни усилия на любовта“ (1963) (Уилям Шекспир)
- „Аз чакам знак“ от Уилям Гибсън – Бинев е режисьор и изпълнител на главната роля
- „Всяка есенна вечер“ (Иван Пейчев)
- „Обърни се с гняв назад“ (Джон Озбърн)
- „Сократ“ (Гилерме Фигейреду)
- „Когато розите танцуват“ (Валери Петров)
- „Еквус“ (Питър Шафър)
- „Амадеус“ (Питър Шафър)
- „Упражнение за пет пръста“ (Питър Шафър) (1986) – Стенли Харингтън
- „Не събуждайте госпожата“
- „Крал Джон“ (Фридрих Дюренмат)
- „Гардеробиерът“ (Роналд Харууд)
- „Две усмивки на А.П.Чехов“
- „Джин и медени питки“ (Нийл Саймън)
- „Призраци“ (Хенрик Ибсен) (1958) – Освалд
- „Обикновено чудо“ (Шварц) (1964) – кралят
- „Силата на мрака“ (Толстой) – Аким
- „Въпрос на принципи“ (Недялко Йорданов) – старецът
- „Страшният съд“ (1988) – съдията
- „Вълка и седемте козлета“

## Телевизионен театър
- „Момина китка“ (1988) (Кръстю Пишурка), 2 части – мюзикъл
- „Хляб наш насущний“ (1986) (Първан Стефанов)
- „Розата и венецът“ (1986) (Джон Пристли)
- „Процесът Стамболийски“ (1985) (Пелин Пелинов), 2 части
- „Злато“ (1983) (Веселин Ханчев) – стария Додев
- „Есенна градина“ (1982) (Лилиан Хелман)
- „Нос“ (1975) (Николай Гогол) – майор Платон Кузмич Ковальов, колежански есесор
- „Севилският бръснар“ (1974) (Пиер дьо Бомарше), мюзикъл – Бартоло
- „Цилиндъра“ (1974) (Едуардо де Филипо)
- „Банята“ (1974) (Стефан Шечерович)
- „Училище за сплетни“ (1974) (Ричард Шеридан)
- „Посещението на един инспектор“ (1974) (Джон Пристли) – Артър Бърлинг
- „Битката за Преслав“ (1971) (Радко Радков)
- „Диалози“ (1970) (Кръстю Пишурка)
- „Трагичната история на д-р Фауст“ (1970) (Кристофър Марлоу, реж. Павел Павлов) – Мефистофел
- „Адвокатът Пиер Патлен“ (1968) (реж. Павел Павлов) – адвокатът Патлен
- „Театралният директор“ (1967), мюзикъл
- „Извънреден посланик“ (1966) (Ариадна и Пьотр Тур)
- „Болничната стая“ (1964)

## Дискография
| Година | Албум               | Вид | Издател   | Каталожен номер |
| ------ | ------------------- | --- | --------- | --------------- |
| 2004   | „Николай Бинев пее“ | CD  | Балкантон | 080267          |

### Други песни
- 1969 – „Делфинът“, дует с Жоржета Чакърова – м. и ар. Петър Ступел, т. Борис Априлов, съпр. Симфоничният оркестър на БНР, диригент: Васил Стефанов – от филма „Петимата от „Моби Дик““
- 1984 – „На куклен театър“, дует с Хилда Казасян – м. Тончо Русев, т. Ваньо Вълчев, ар. Вили Казасян – от радиоконкурса „Пролет“[3]

## Памет
- През 2004 г. жена му Домна Ганева, Младежкият театър и „Балкантон“ издават компактдиска „Никлоай Бинев пее“, в който са събрани негови певчески изпълнения, посветен 70-годишнината му. Албумът съдържа 23 песни и включва арии от опери на Верди и Чимароза, песни от мюзикъла „Йестърдей“ на Любомир Денев, както и детските песни „Д-р Дулитъл“, „Меко казано“, „Копче за сън“, „Приказка за момчето-звезда“, „Джуджето-дългоноско“, „Новите дрехи на царя“ от Валери Петров и Георги Генков, както и от други спектакли на Младежкия театър и руски романс.[1][2]
- От 2006 г. Младежкият театър в София носи името „Николай Бинев“.

## Звукороли и участия в звукозаписи
- „Мигове на радост“ (1985) (Учтехпром)
- "Възрожденска литература" (1980 г.) (Учтехпром) - четец, играе ролята на художествения повествовател в "Мамино детенце" на Л. Каравелов.